# Cupaniopsis squamosa
Cupaniopsis squamosa là một loài thực vật có hoa trong họ Bồ hòn. Loài này được Adema mô tả khoa học đầu tiên năm 1988 publ. 1989.